# Georgia van der Rohe
 Georgia van der Rohe (* 2. März 1914 als Dorothea Mies in Berlin; † 10. Dezember 2008 ebenda) war eine deutsche Tänzerin, Schauspielerin und Filmregisseurin.

## Leben

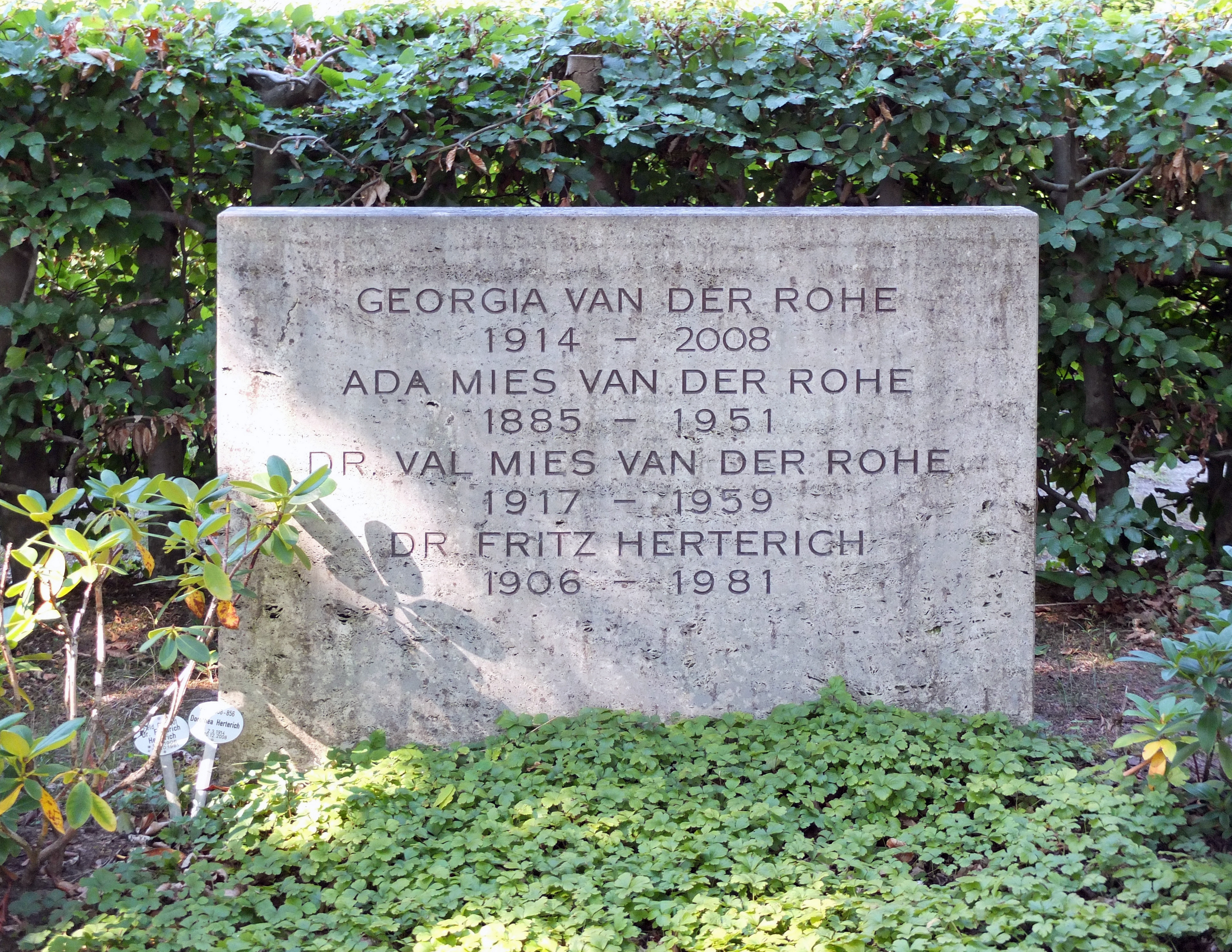
Grab von Georgia van der Rohe und ihrer Mutter Ada Mies van der Rohe auf dem Friedhof Zehlendorf

Georgia van der Rohe, Tochter des berühmten Bauhaus-Architekten Ludwig Mies van der Rohe und seiner Frau Adele Auguste (geb. Bruhn), wuchs im Umfeld von Walter Gropius, Lyonel Feininger, Paul Klee, Oskar Schlemmer und Wassily Kandinsky auf. Sie besuchte das Tanzinternat von Isadora Duncan im Park von Sanssouci, machte ihr Abitur im Bodenseeinternat Salem und startete ihre künstlerische Karriere in den 1930er-Jahren als Tänzerin bei der Künstlerin Mary Wigman.
In den Aufbruchjahren des Wirtschaftswunders arbeitete sie als Schauspielerin am Landestheater Württemberg-Hohenzollern, mit dessen Intendant Fritz Herterich sie verheiratet war, sowie für den Film. Am Landestheater Württemberg-Hohenzollern spielte sie wiederholt unter Gastregisseur Erwin Piscator. Mitte der 1960er-Jahre drehte sie als Regisseurin eigene Filme über ihren Vater und dessen Mitstreiter im Bauhaus wie Klee und Kandinsky. In den 1970er-Jahren siedelte sie nach New York über und war als Dokumentarfilmerin in Mexiko, Russland und China tätig. Sie kehrte nach der Deutschen Wiedervereinigung 1992 nach Berlin zurück.
2001 erschien ihre Autobiografie La Donna è Mobile – Mein bedingungsloses Leben.
Van der Rohe hinterließ zwei Söhne.

## Filmregie
- Expressionismus vor 500 Jahren: Mathias Grünewald und der Isenheimer Altar (WDR, 1967)
- Paul Klee (1966)
- Beton, Stahl and Glas, mit Sam Ventura
- Mies van der Rohe (1979)

## Schriften
- Georgia van der Rohe: La Donna è Mobile – Mein bedingungsloses Leben. Aufbau Verlag, Berlin 2001, ISBN 3-351-02520-3